# IEEE Tokyo Young Researchers Workshop
IEEE Tokyo Young Researchers Workshop（アイトリプルイー トーキョー ヤング リサーチャーズ ワークショップ、IEEE 東京若手研究者学会）は、発祥を東京工業大学とし、学生による学生のための学生の研究発表を専門家以外にも分かりやすく説明することで、研究内容を企業・一般人・他の学生にも知ってもらうことを通して成長する舞台となる学会である。2004年に創設された。運営は学生が主体になって行っており、スポンサーとして他学会の後援、スポンサー企業による後援が行われている。
この学会発表における最大の特徴は、理工学系の研究者の卵である学生(学部・修士・博士)が自らのポスター発表形式にて、今自分がやっている事は世の中にどのように貢献するかの位置づけを専門家以外にも分かるように説明することである。来場者および同じく発表する学生達による投票により最優秀発表者等が選ばれて表彰される。
2014年の第11回からはIEEE Transdisciplinary-Oriented Workshop for Emerging Researchers (IEEE TOWERS)と名称を変更した。

## 学会
IEEE Tokyo Young Researchers Workshopでは毎年メインテーマを設けてそれに沿ったポスター発表形式を行っている。
発表参加資格は学生であることのみ。見学者は無料かつ年齢制限なし。

### 過去の開催学会
- 第21回：The 21th IEEE Transdisciplinary-Oriented Workshop for Emerging Researchers
  - 開催日：2024年11月23日(土)
  - 会場：神奈川工科大学

- 第20回：The 20th IEEE Transdisciplinary-Oriented Workshop for Emerging Researchers
  - 開催日：2023年10月22日(土)
  - 会場：神奈川工科大学

- 第19回：The 19th IEEE Transdisciplinary-Oriented Workshop for Emerging Researchers
  - 開催日：2022年11月26日(土)
  - 会場：東京農工大学　東小金井キャンパス

- 第18回：The 18th IEEE Transdisciplinary-Oriented Workshop for Emerging Researchers
  - 開催日：2021年11月13日(土)
  - 会場：オンライン
- 第17回：The 17th IEEE Transdisciplinary-Oriented Workshop for Emerging Researchers
  - 開催日：2020年11月28日(土)
  - 会場：オンライン
- 第16回：The 16th IEEE Transdisciplinary-Oriented Workshop for Emerging Researchers
  - 開催日：2019年10月19日(土)
  - 会場：筑波大学 エンパワーメントスタジオ
- 第15回：The 15h IEEE Transdisciplinary-Oriented Workshop for Emerging Researchers
  - 開催日：2018年11月3日(土)
  - 会場：慶應義塾大学 矢上キャンパス
- 第14回：The 14th IEEE Transdisciplinary-Oriented Workshop for Emerging Researchers
  - 開催日：2017年11月4日(土)
  - 会場：東京理科大学 葛飾キャンパス
- 第13回：The 13th IEEE Transdisciplinary-Oriented Workshop for Emerging Researchers
  - 特別イベント：博物館の展示を企画しよう！
    - 異分野の研究者に自分の専門分野および研究をわかりやすく伝えること
    - 異分野の研究者が持つ技術、思考、手法、文化を理解すること

  - 開催日：2016年12月3日(土)
  - 会場：東京農工大学 科学博物館
- 第12回：The 12th IEEE Transdisciplinary-Oriented Workshop for Emerging Researchers
  - テーマ：キミ×ライバル = 未来創造
  - 開催日：2015年11月28日(土)
  - 会場：東京理科大学 葛飾キャンパス
- 第11回：The 11th IEEE Transdisciplinary-Oriented Workshop for Emerging Researchers
  - テーマ：研究総選挙～研究を売り込んでセンターを獲得せよ～
  - 開催日：2014年11月29日(土)
  - 会場：東京都市大学 世田谷キャンパス
- 第10回：The 10th IEEE Tokyo Young Researchers Workshop
  - テーマ：時をかける研究
  - 開催日：2013年12月7日(土)
  - 会場：早稲田大学西早稲田キャンパス
- 第9回：The 9th IEEE Tokyo Young Researchers Workshop
  - テーマ：共創する科学
  - 開催日：2012年11月27日(火)
  - 会場：オリンピック記念青少年総合センター
- 第8回：The 8th IEEE Tokyo Young Researchers Workshop
  - テーマ：貴方の科学は大自然の前で本当に無力なのか
  - 開催日：2011年11月30日(水)
  - 会場：つくばカピオ
- 第7回：The 7th IEEE Tokyo Young Researchers Workshop
  - テーマ：｢"Science Dream Laboratory"｣
  - 開催日：2010年11月20日（土）13:00～
  - 会場：東工大蔵前会館　1F くらまえホール
  - プレス：日本教育新聞 記事 平成22年(2010年10月11日(月))
- 第6回：The 6th IEEE Tokyo Young Researchers Workshop
  - テーマ：｢異分野コミュニケーション｣
  - 開催日：2009年12月5日(土) 13:00～
  - 会場：東京工業大学 大岡山キャンパス
  - 発表：発表一覧 全58件
- 第5回：The 5th IEEE Tokyo Young Researchers Workshop
  - テーマ：｢あなたの研究 How much?｣
  - 開催日：2008年12月5日(金) 13:00～
  - 会場：東京工業大学 大岡山キャンパス
- 第4回：The 4th IEEE Tokyo Young Researchers Workshop
  - テーマ：｢n年後、あなたの研究は世界をどう変えるか？｣
  - 開催日：2007年12月7日(金) 13:00～
  - 会場：東京工業大学 大岡山キャンパス
  - 発表：発表一覧 全80件
- 第3回：The 3rd IEEE Tokyo Young Researchers Workshop
  - テーマ：｢あなたの研究から生まれる新発明　～新しいマーケットの開拓～｣
  - 開催日：2006年12月11日(月) 13:30～
  - 会場：東京工業大学 大岡山キャンパス
  - 発表：発表一覧 全106件
- 第2回：The 2nd IEEE Tokyo Student Workshop
  - テーマ：将来自分の技術が何を生み出すか
  - 開催日：2005年12月9日(金)
  - 会場：東京工業大学 大岡山キャンパス
- 第1回：The 1st IEEE Tokyo Studnet Workshop
  - テーマ：現在の自分の研究が仮に全てうまくいったら、5年後、世界はどう変わるか？
  - 開催日：2005年2月15日(火)
  - 会場：東京工業大学 大岡山キャンパス

## 共催
- グローバルCOEプログラムフォトニクス集積コアエレクトロニクス博士フォーラム
- IEEE東京工業大学学生支部
- IEEE東京電機大学学生支部
- IEEE東京理科大学学生支部
- IEEE明治大学学生支部
- IEICE東京工業大学学生支部
- IEICE電気通信大学学生支部
- HUROBINT

(順不同)

## 協賛
- IEEE Tokyo Section
- IEEE Tokyo Young Professionals Affinity Group (旧IEEE Tokyo GOLD Affinity Group)
- IEEE Japan Council Women in Engineering Affinity Group
- IEEE Korea Council
- IEEE Japan Council Student Activities Committee
- IEICE東京支部学生会

(順不同)

## スポンサー
- IEEE東京支部
- 株式会社ぐるなび
- 株式会社グロース
- 株式会社アカリク
- 日本無線株式会社
- 日本電業工作株式会社
- 有限会社日伸精工
- AZAPA
- 丸善雄松堂